# Üllő5

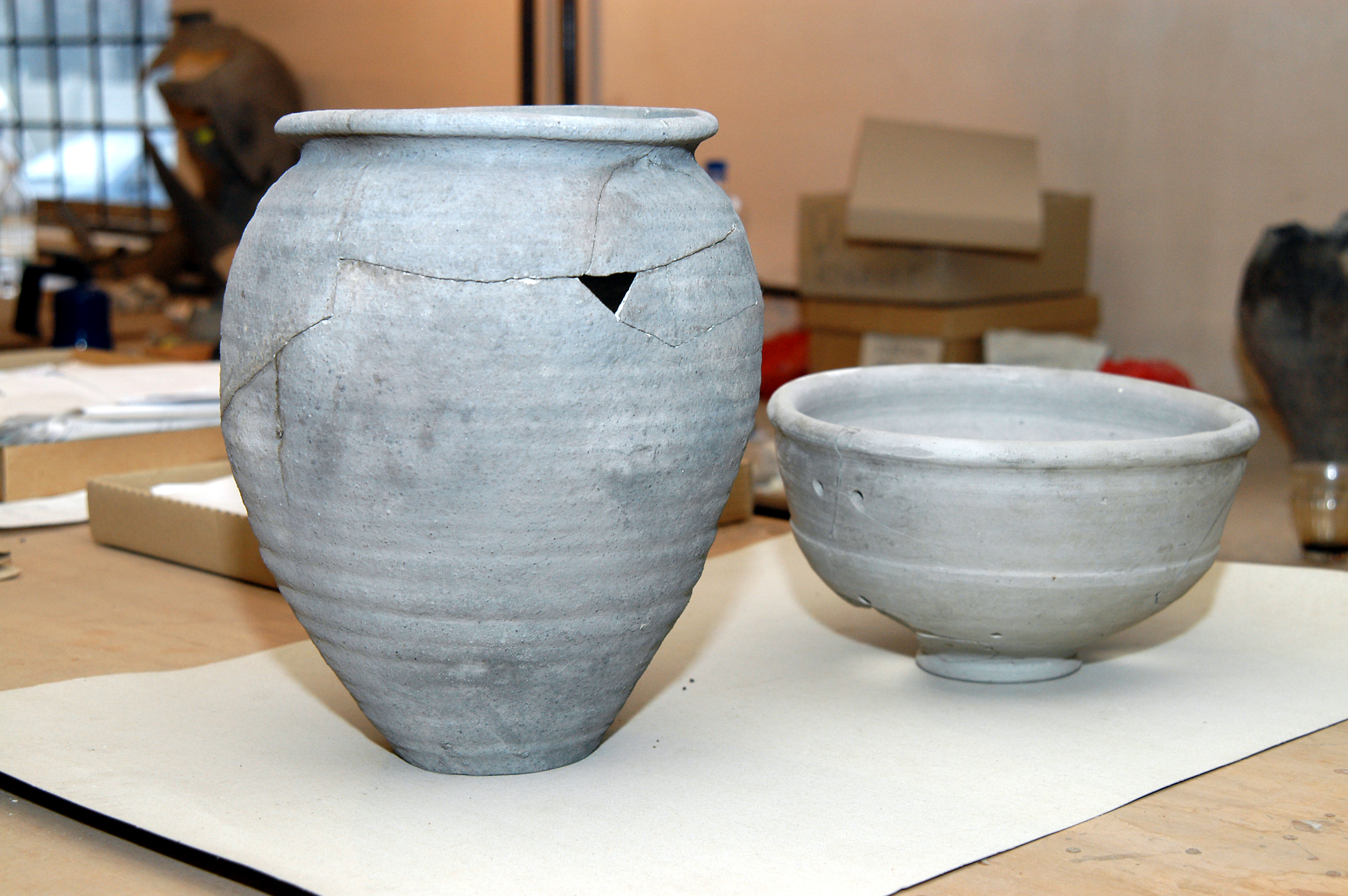
Đồ gốm Sarmatia

Üllő5 là một địa danh khảo cổ nổi tiếng ở gần thị trấn Üllő, cạnh Thủ đô Budapest, Hungary. Công cuộc khai quật diễn ra từ năm 2002 đến năm 2006 khi đoạn phía đông nam của đường cao tốc M0 bắt đầu được xây dựng. Đây là cuộc khai quật vĩ đại nhất trong lịch sử khảo cổ học Hungary; 40 ha đã được khai quật, thu được tổng cộng 8.200 đồ vật. Do diện tích khu vực rất lớn và được che phủ bởi những khu rừng nên cần huy động số lượng công nhân và máy móc tham gia tối đa, đặc biệt quy tụ sáu đội khảo cổ cùng tham gia trong quá trình khai quật, mặc dù vậy, nhưng cho đến nay mới chỉ khai quật được một phần lãnh thổ.

## Bối cảnh lịch sử
Üllő5 là một vùng đất rộng lớn và vô cùng quan trọng của Người Sarmatia vào thế kỷ 3-4 sau Công nguyên. Cư dân của ngôi làng rất đông đúc, trong cuộc sống lao động sinh hoạt, họ đã chế tạo ra những chiếc nồi và bình nấu ăn chống cháy. Mặc dù ở khu vực này, đất sét chỉ có chất lượng trung bình, nhưng địa tầng của nó chỉ nằm dưới bề mặt khoảng một hoặc hai mét. Đồ gốm Üllő5 dạng hạt, màu xám điển hình được tìm thấy ở khắp nơi trong khu vực, đặc biệt nhiều nhất ở phía bắc của vùng trung tâm Đồng bằng lớn Hungary, cho thấy hoạt động buôn bán trong khu vực này diễn ra rất sôi động.
Truyền thống làm các vật dụng bằng gốm vẫn tiếp tục trong Giai đoạn di cư, và kéo dài đến đầu thời Trung cổ, đến Triều đại Árpáds, bất chấp sự thay đổi thường xuyên của dân cư địa phương.

## Ý nghĩa
Các hiện vật được khai quật ở Üllő5 đánh dấu điểm khởi đầu của thời kỳ Đồ cổ muộn trong nền văn hóa Sarmatia. Hàng chục nghìn đồ tạo tác bằng gốm đã được các chuyên gia của Bảo tàng Kossuth, Cegléd khai quật và phục hồi, sau đó được trưng bày ở các bảo tàng lớn của Cộng hòa Séc. Chúng đã góp phần tạo nên một bộ sưu tập có tầm quan trọng lớn của châu Âu.

## Thư viện ảnh

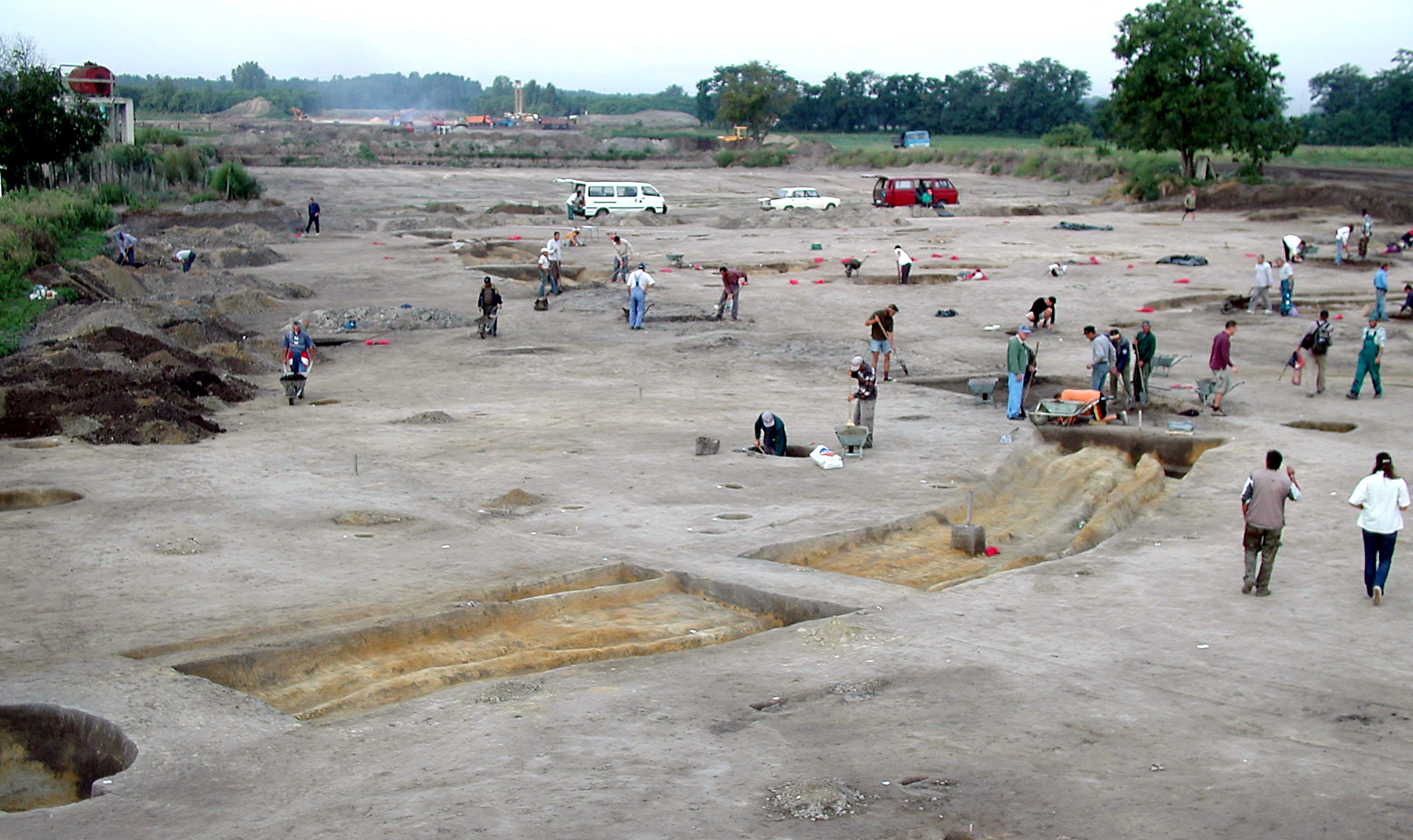
Địa điểm khảo cổ Üllő5
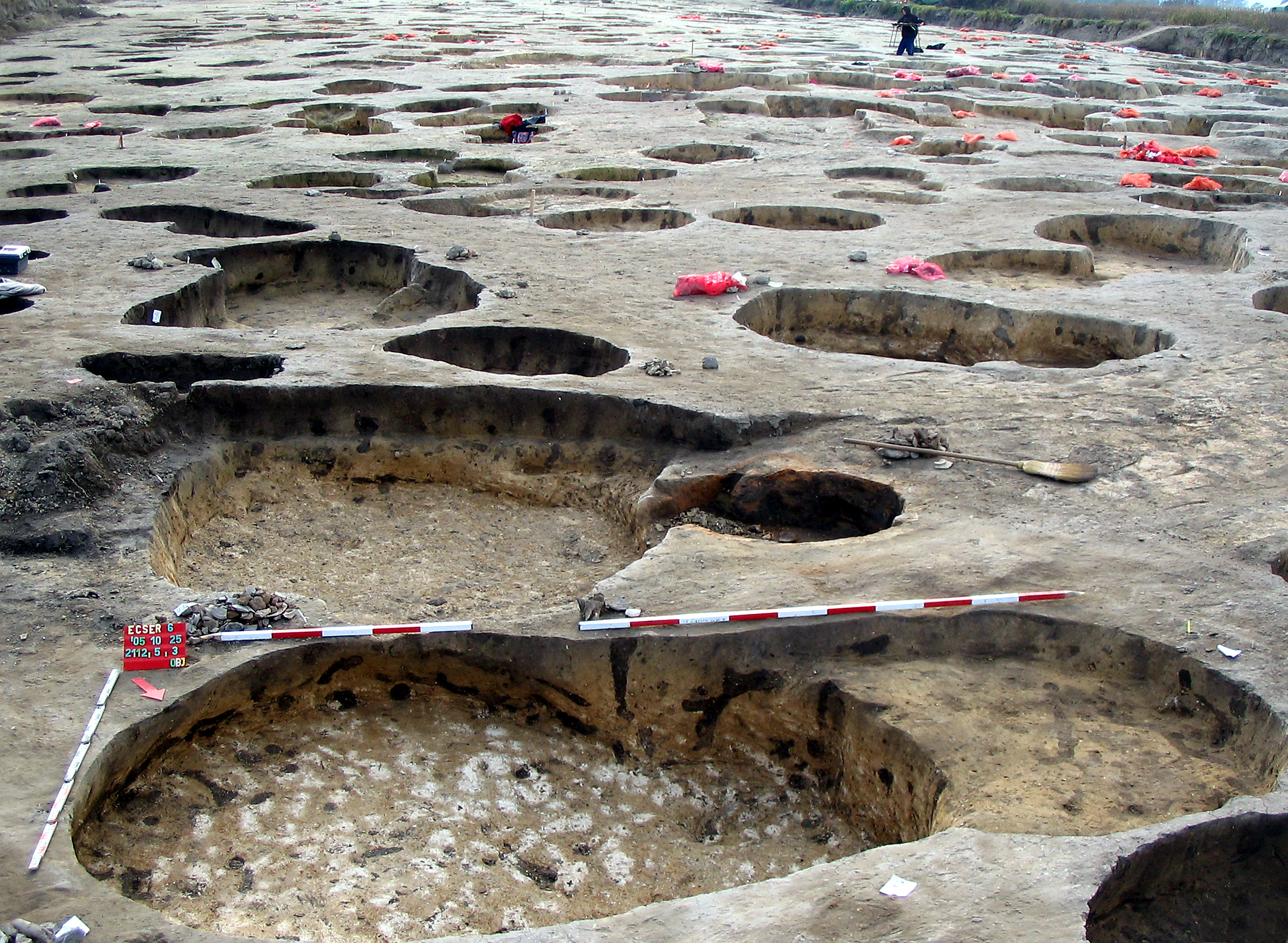
Địa điểm khảo cổ Üllő5
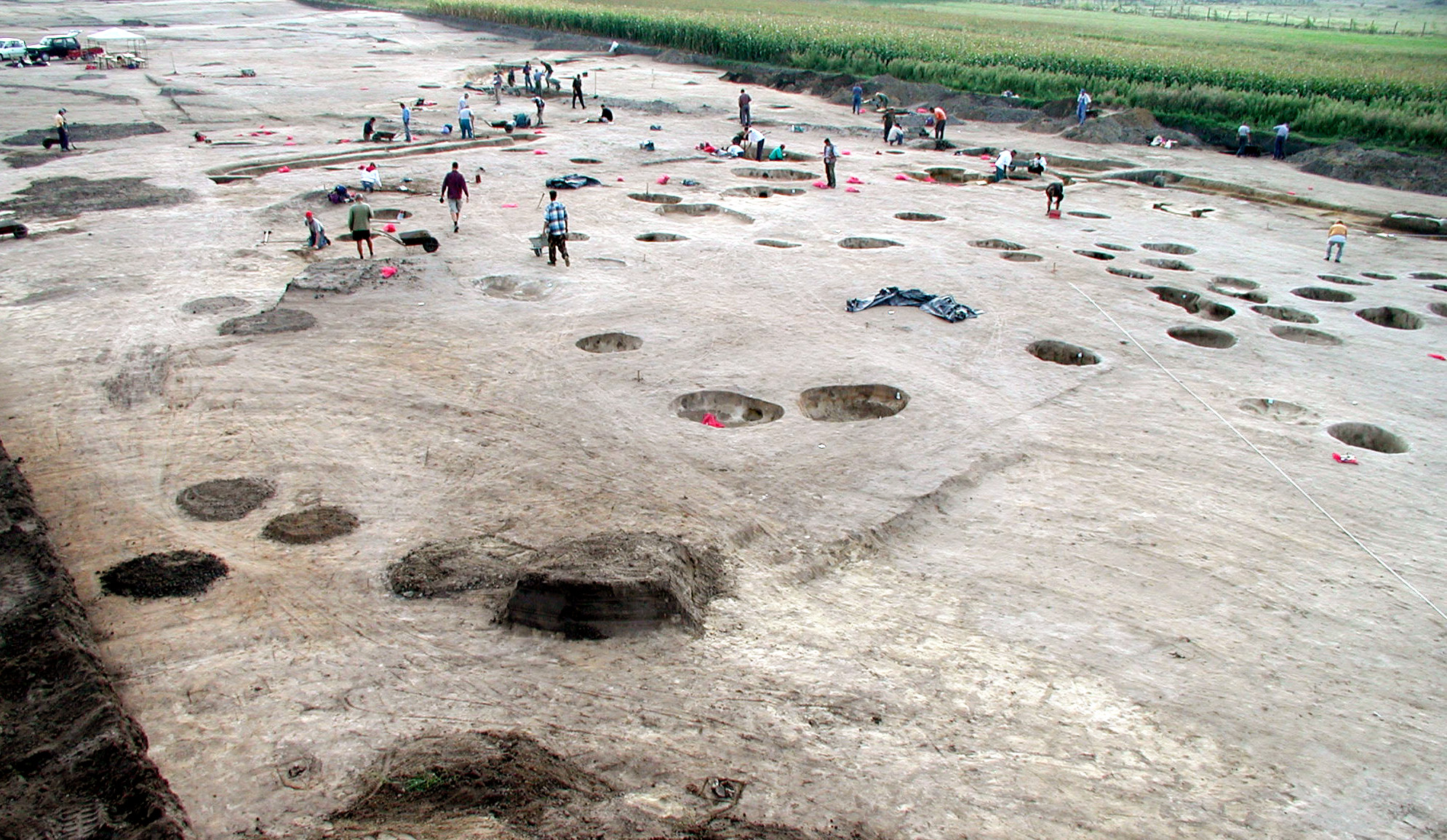
Địa điểm khảo cổ Üllő5
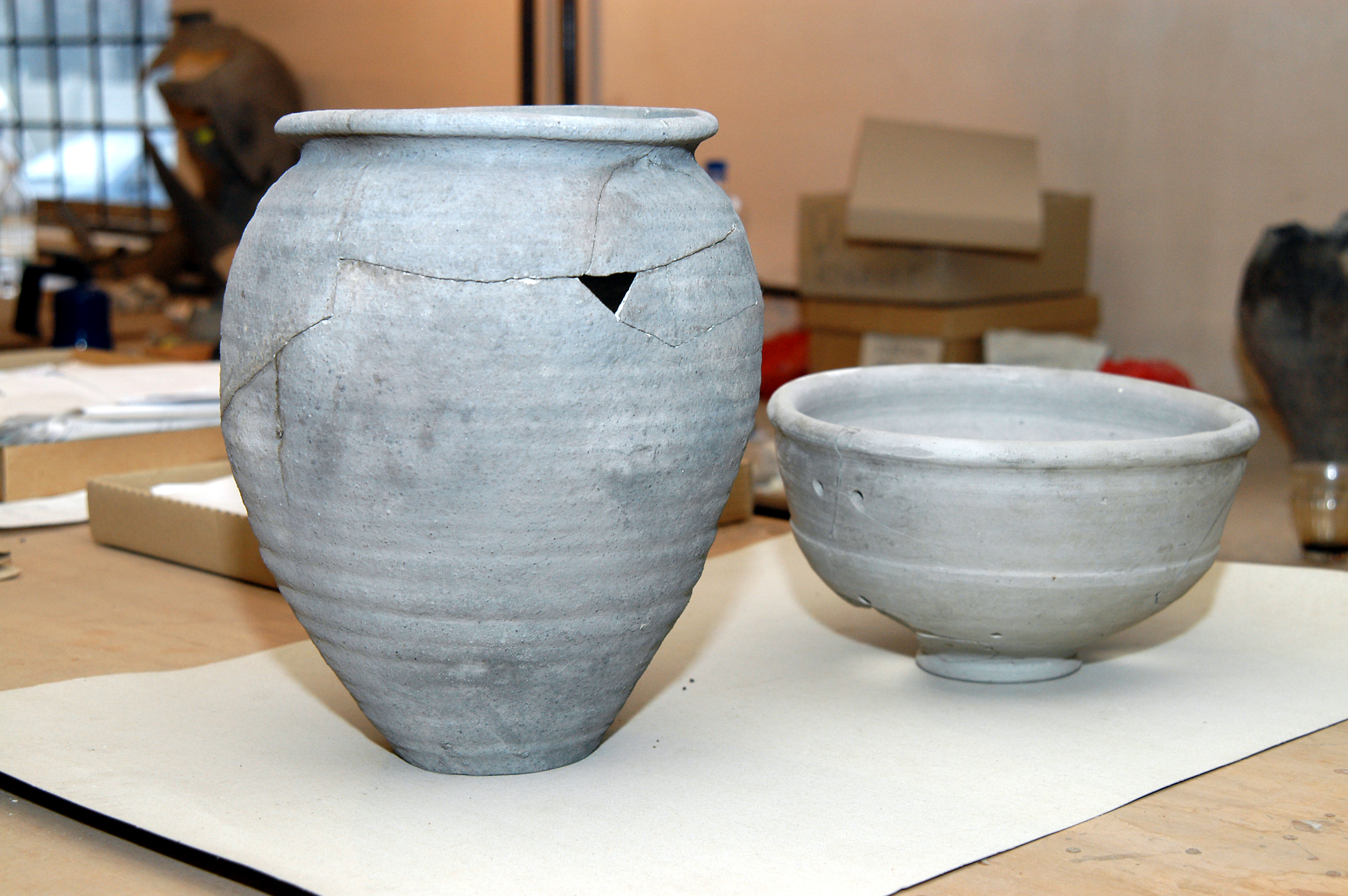
Đồ gốm thời kỳ Sarmatia